# Caersws Football Club
Caersws Football Club, in lingua locale Clwb Pêl Droed Caersws è una società calcistica gallese, fondata nel 1887 con il nome Caersws Amateurs. Ha sede nella città di Caersws e milita attualmente nella Cymru Alliance. Può vantare sinora 3 vittorie nella locale coppa di lega, la Welsh League Cup.
Esiste anche una squadra riserve, che milita nella Mid Wales League, categoria che si trova al terzo livello del sistema calcistico gallese.

## Palmarès

### Competizioni nazionali
- Welsh League Cup: 3

2000-2001, 2001-2002, 2006-2007
- Cymru Alliance: 1

1991-1992

### Competizioni regionali
- Mid Wales Football League: 8

1959-1960, 1960-1961, 1962-1963, 1977-1978, 1982-1983, 1985-1986, 1988-1989, 1989-1990

### Altri piazzamenti
- Welsh League Cup:

Finalista: 1992-1993
- Cymru Alliance:

Secondo posto: 1990-1991

## Statistiche e record

### Statistiche nelle competizioni UEFA
Tabella aggiornata alla fine della stagione 2018-2019.
| Competizione    | Partecipazioni | G | V | N | P | RF | RS |
| --------------- | -------------- | - | - | - | - | -- | -- |
| Coppa Intertoto | 1              | 2 | 0 | 1 | 1 | 1  | 3  |